# Риеско, Херман
Херман Риеско Эррасурис (исп. Germán Riesco Errázuriz; 28 мая 1854, Ранкагуа — 8 декабря 1916, Сантьяго) — чилийский юрист и государственный деятель, президент Чили (1901—1906).

## Биография
Родился в аристократической семье, которая, впрочем, испытывала значительные финансовые трудности. Его дядя, Федерико Эррасурис Саньярту, избирался президентом Чили (1871—1876).
Учился в семинарии, затем на юридическом факультете Чилийского университета, который окончил в 1875, получив специальность адвоката. Ещё студентом, в возрасте семнадцати лет, работал в Министерстве юстиции.
В период с 1870 по 1898 год работал в судебной системе: с 1891 года — в Апелляционном суде Сантьяго, с 1897 года — прокурором в Верховном суде. Также являлся членом правления Банка Чили.
В 1900 году он стал сенатором, а год спустя выдвинул свою кандидатуру на пост президента, поддерживался умеренными либерал-консерваторами. Выиграл выборы у Педро Монтта. Был приведен к присяге 18 декабря 1901 года. Президентство Риеско пришлось на время политического кризиса в Чили, правительства менялись в среднем каждые три с половиной месяца.
Несомненным достижением его деятельности был договор с Боливией после силитряной войны, подписанный 20 октября 1904 года. Он также подписал Майские пакты с Аргентиной по мирному урегулированию пограничных споров. В 1906 г. страна восстановила дипломатические отношения с Перу.
Как бывший работник системы правосудия придавал большое значение созданию соответствующей правовой базы для этой области жизни — был принят Уголовно-процессуальный кодекс (1902) и Уголовно-процессуальный кодекс (1906). Правительство также активно участвовало в области образования — было открыто ряд новых школ и школ-интернатов, велась целенаправленная подготовка учителей. В Сантьяго была создана система канализации и расширилась сеть электрического освещения.
Однако его финансовая политика была неудачной. Правительство было вынуждено уменьшить долю драгоценного металла в валюте и тем самым значительно обесценило песо, что привело к росту инфляции. Волна денежных спекуляций потрясла чилийскую экономику.
При этом м индустриализацией страны усилились социальные противоречия. Отток жителей из сельской местности в города привел к росту предложения на рынке труда и дальнейшему ухудшению положения для наемных работников. Результатом стали забастовки и восстания рабочих во многих отраслях, которые ослабили и без того низкие экономические показатели Чили в 1903—1905 годах.
22 октября 1905 группа из беднейших жителей столицы двинулась на Дворец Ла Монеда в знак протеста против правительства поддерживавшего искусственно высокие цены на мясо. Когда президент не вышел к протестующим, толпа начала штурмовать президентскую резиденцию — в результате беспорядков за неделю погибло от 200 до 250 человек и 500 получили ранения. Риеско подал отставку 18 декабря 1906 года, отказываясь от участия в общественной жизни.